# چاسلو
چاسلو (به مجاری:  Császló) یک منطقهٔ مسکونی در مجارستان است که در سابولچ-ساتمار-برگ واقع شده‌است. چاسلو ۱۰٫۱۸ کیلومتر مربع مساحت و ۳۴۶ نفر جمعیت دارد.